# Brian Michitti
Brian Joseph „Bruno“ Michitti (* 19. April 1983 in Cincinnati) ist ein US-amerikanisch-italienischer Footballspieler.

## Laufbahn
Michitti, dessen Großvater aus den Abruzzen in Italien stammt, spielte in seinem Heimatland, den Vereinigten Staaten, Football am Hanover College (Bundesstaat Indiana). Nach seinem Hochschulabschluss 2005 misslang sein Vorhaben, als Berufsfootballspieler nach Europa zu wechseln, zunächst, im Vorfeld der Saison 2006 wurde er dann von den Schwäbisch Hall Unicorns aus der höchsten deutschen Spielklasse GFL unter Vertrag genommen. Er zog sich allerdings bald nach dem Saisonauftakt einen Kreuzbandriss zu. 2007 trat er eine Stelle in Brüssel an, wo er in der Werbewirtschaft tätig wurde und im Zuge dieses Berufs Dienstreisen in zahlreiche Länder unternahm. In der Saison 2009 kehrte er aufs Spielfeld und zu den Schwäbisch Hall Unicorns zurück. 2011 und 2012 wurde der 1,77 Meter messende, auf der Safety-Position eingesetzte Michitti mit der Mannschaft deutscher Meister. In den Jahren 2014, 2015 und 2016 stand er mit den Hallern ebenfalls im Endspiel um die deutsche Meisterschaft, verlor aber jeweils gegen die Braunschweig Lions. Michitti bestritt 2016 und in den folgenden Jahren Länderspiele für die italienische Nationalmannschaft.
2017 spielte er zunächst für die Lazio Marines in der ersten Liga Italiens, ab August 2017 stand er wieder für Schwäbisch Hall auf dem Feld. Michitti, der mittlerweile hauptberuflich in Köln tätig war, wurde mit Schwäbisch Hall im Oktober 2017 abermals deutscher Meister. Ab 2018 verstärkte er die italienische Mannschaft Giaguari Turin und wurde dort auch Mitglied des Trainerstabs. Im Herbst 2021 wurde er mit Italiens Nationalmannschaft Europameister.